# Castello di Pierrefonds

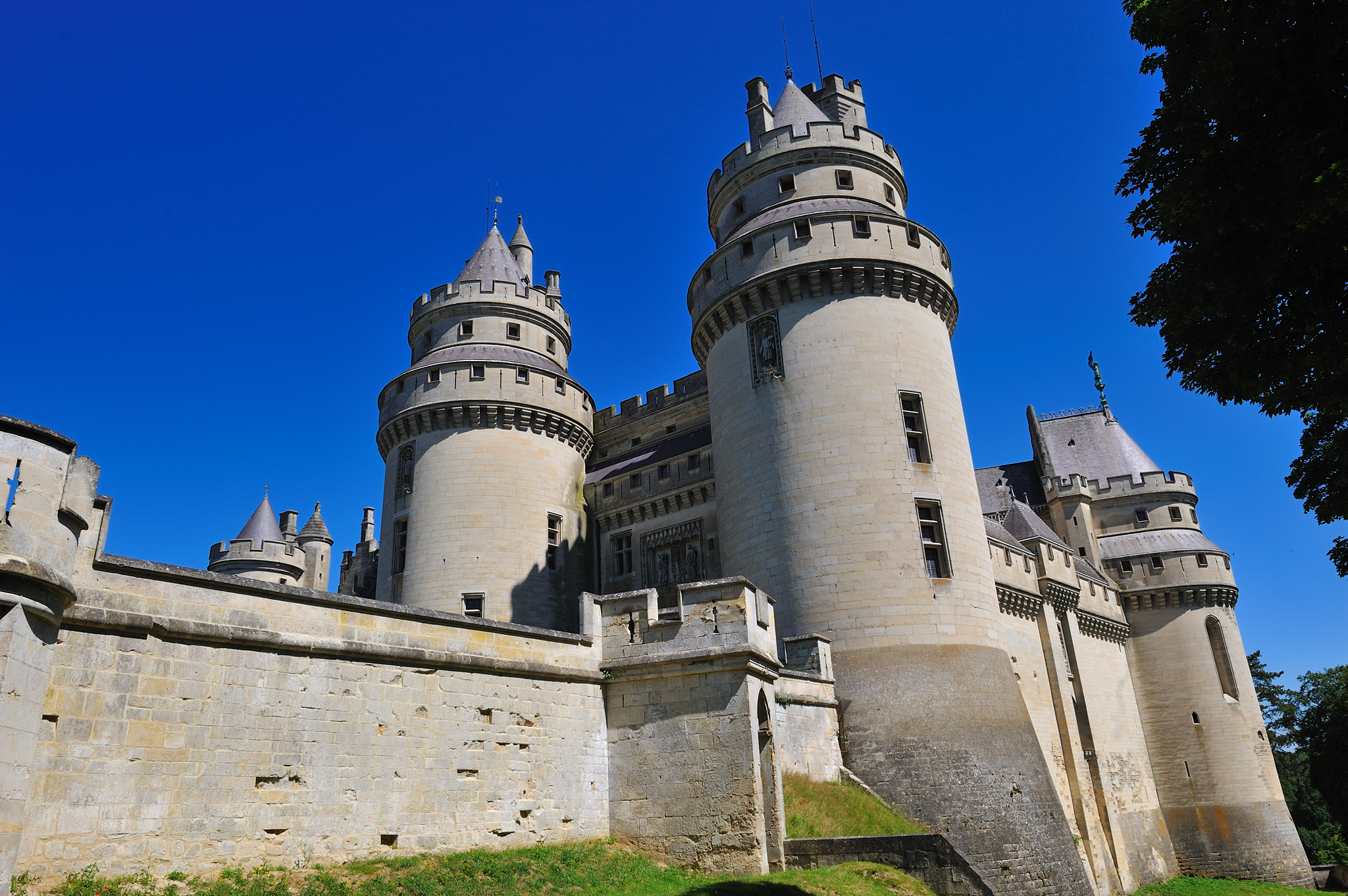

Il castello di Pierrefonds (in lingua francese château de Pierrefonds) è situato nel comune di Pierrefonds nel dipartimento dell'Oise (Alta Francia) in Francia. Esso si trova sul margine sud-orientale della foresta di Compiègne, a nord di Parigi, fra Villers-Cotterêts e Compiègne. Durante il XIX secolo era ormai caduto in rovina ma venne quasi completamente ricostruito per opera di Eugène Viollet-le-Duc mantenendone le caratteristiche principali.

## Storia
Nel XII secolo venne edificato un castello su questo sito. Due secoli dopo, nel 1392, il re Carlo VI trasformò la Contea di Valois (della quale Pierrefonds era parte) in un ducato che diede a suo fratello Luigi, duca di Orléans. Dal 1393 fino alla sua morte avvenuta nel 1407, quest'ultimo fece ricostruire il castello dall'architetto di corte Jean le Noir.
Nel marzo 1617, durante i primi giorni del regno travagliato di Luigi XIII, il castello, allora di proprietà di François-Annibal d'Estrées (fratello di Gabrielle d'Estrée), che aveva aderito al "Parti des mécontents" (partito dei malcontenti) guidato da Enrico II, principe di Condé, fu assediato e preso dalle truppe inviate da Richelieu, il segretario di stato per la guerra. La sua demolizione venne avviata, ma non portata a termine per l'enormità del compito. Le opere esterne vennero rase al suolo, i tetti distrutti e vennero create delle brecce nelle torri e nelle mura di cinta.
Il castello rimase in rovina per più di due secoli. Napoleone lo acquistò nel 1810 per meno di 3.000 franchi. Nel corso del XIX secolo, con la riscoperta del patrimonio architettonico del Medioevo, divenne una "romantica rovina": nel mese di agosto 1832, Luigi Filippo vi tenne un banchetto in occasione del matrimonio di sua figlia Louise con Leopoldo di Saxe Cobourg-Gotha, primo re del Belgio. Tra gli altri artisti, Corot ha raffigurato i resti di varie opere tra il 1834 e il 1866. Il castello di Pierrefonds è stato classificato monumento storico dal Ministero della Cultura francese dal 1848.
Louis-Napoléon Bonaparte (poi Napoleone III) visitò il castello nel 1850. Come imperatore, chiese a Viollet-le-Duc nel 1857 di intraprendere il suo restauro, che venne continuato da Maurice Ouadou e Juste Lisch fino al 1885. Non si trattava di una semplice riparazione di parti abitabili (il mastio e annessi): le "pittoresche" rovine dovevano essere tenute come decoro. Nel 1861, il progetto divenne più ambizioso: il sovrano volle creare una residenza imperiale, per cui il castello doveva essere interamente ricostruito. I lavori, che sarebbero costati 5 milioni di franchi, di cui 4 milioni provenienti dalla lista civile, vennero bloccati nel 1885, sei anni dopo la morte di Viollet-le-Duc. La partenza di Napoleone III aveva determinato il blocco della ricostruzione e, per mancanza di fondi, la decorazione delle stanze non fu terminata. All'interno, Viollet-le-Duc produsse più un lavoro di invenzione che di restauro (pitture policrome). Egli immaginava come il castello avrebbe dovuto essere, anziché basare il suo lavoro sulla storia rigorosa della costruzione. D'altra parte, con l'esterno della costruzione ha mostrato un'ottima conoscenza dell'architettura militare del XIV secolo.

## Nel cinema
È stato usato come set cinematografico per alcuni film come I visitatori, Mondo candido, Giovanna d'Arco e La légende de Polichinelle e per la serie televisiva Merlin.